# Моли Браун (глумица)
Моли Елизабет Браун је америчка глумица најпознатија по улогама Дебре Морган у Шоутајмовој криминалистичкој серији Декстер и Лесли Ектхурст у Парамоунт+ серији Нечисте силе.

## Рани живот и образовање
Браун је рођена и одрасла у Сидар Рапидсу, Ајови . Током средње школе, Браун је похађала Стејџдор менор ; центар за обуку извођачких уметности који се налази у Лох Шелдрејку у Њујорку . Браун је похађала Универзитет у Ајови где је дипломирала позоришну уметност.

## Каријера
Браун је имала више мањих телевизијских улога, појављујући се у епизодама Закон и ред: Специјална јединица за жртве, На висини задатка и Чудесна госпођица Мејсел.
Године 2020, Браун је добила улогу у Нетфлик-овој мистери-драми Изгубљене девојке као Миси. Године 2021, Браун је добила улогу Емили Гуд у комедији Добра кућа, где је глумила заједно са Сигурни Вивер.
Браун има понављајуће улоге као Елизабет Принс у Шоутајмовој драма серији Милијарде и као Лесли Ектхурст у Парамоунт+ серији Нечисте силе .
У мају 2024. објављено је да је Браун добила и главну улогу у Декстеровом преднаставку Декстер: Првобитни грех, играјући улогу младе Дебре Морган .

## Лични живот
Браун је унука познатог адвоката из Ајове Тома Рајлија из Сидар Рапидса. Моли се изјашњава као геј, први пут је то јавно обзнанила на свом Инстаграму профилу 2019.

## Филмографија

### Телевизија
| Година    | Наслов                                  | Улога          | Напомене     |
| --------- | --------------------------------------- | -------------- | ------------ |
| 2016      | Осуда                                   | Емили Прајс    | 1 епизода    |
| 2018      | Оде                                     | Емили          | 1 епизода    |
| 2018      | Злочин за памћење                       | Барбара Мекл   | 1 епизода    |
| 2018      | На висини задатка                       | Меди           | 1 епизода    |
| 2018      | Закон и ред: Јединица за посебне жртве  | Џени Хенсон    | 1 епизода    |
| 2018      | Чудесна госпођа Маисел                  | Леа            | 1 епизода    |
| 2020      | Чикаго мед                              | Моли Мајерс    | 1 епизода    |
| 2021      | ФБИ: Међународни                        | Ела Кленси     | 1 епизода    |
| 2021-2022 | Милијарде                               | Елизабет Принц | 2 епизоде    |
| 2023      | Прошла недеља вечерас са Џоном Оливером | Глас           | 1 епизода    |
| 2022-2024 | Нечисте силе                            | Лесли Екхурст  | 7 епизода    |
| 2024      | Декстер: Првобитни грех                 | Дебра Морган   | Главна улога |

### Филмови
| Година | Наслов            | Улога              |
| ------ | ----------------- | ------------------ |
| 2020   | Изгубљене девојке | Миси               |
| 2021   | Добра кућа        | Емили Гуд          |
| 2022   | Матуранткиња      | Млада Марта Рајзер |